# Kipastu
Kipastu – wieś w Estonii, w prowincji Tartu, w gminie Elva.